# Octomeria spatulata
Octomeria spatulata är en orkidéart som beskrevs av Heinrich Gustav Reichenbach. Octomeria spatulata ingår i släktet Octomeria och familjen orkidéer. Inga underarter finns listade i Catalogue of Life.